# Cicadulina ghaurii
Cicadulina ghaurii är en insektsart som beskrevs av Dabrowski 1987. Cicadulina ghaurii ingår i släktet Cicadulina och familjen dvärgstritar. Inga underarter finns listade i Catalogue of Life.